# ژان میشل کاپو
ژان میشل کاپو (انگلیسی: Jean-Michel Capoue؛ زادهٔ ۱۸ سپتامبر ۱۹۷۲) بازیکن فوتبال اهل فرانسه است.
از باشگاه‌هایی که در آن بازی کرده‌است می‌توان به باشگاه فوتبال کن و باشگاه فوتبال لیتون اورینت اشاره کرد.